# Nantey
Nantey es una comuna delegada francesa situada en el departamento de Jura, de la región de Borgoña-Franco Condado.

## Historia
Nantey era una comuna francesa que el uno de enero de 2016 pasó a ser una comuna delegada de la comuna nueva de Val-d'Épy al fusionarse con las comunas de Florentia, Senaud y Val-d'Épy.
El uno de enero de 2018 pasó a ser una comuna delegada de la comuna nueva de Val-d'Épy al fusionarse con las comunas de Florentia, La Balme-d'Épy, Senaud y Val-d'Épy.

## Demografía
| Gráfica de evolución demográfica de Nantey entre 1800 y 2013 |
|                                                              |

Los datos demográficos contemplados en este gráfico de la comuna de Nantey se han cogido de 1800 a 1999 de la página francesa EHESS/Cassini, y los demás datos de la página del INSEE.